# Mogakolodi Ngele
Mogakolodi Ngele (Gaborone, 6 ottobre 1990) è un calciatore botswano, attaccante del Township Rollers e della nazionale botswana.

## Carriera

### Club
Dal 2011 al 2012 ha militato nei Township Rollers, una delle squadre più vincenti del Botswana; nel 2012 viene ceduto al Platinum Stars Football Club, in Sudafrica.

### Nazionale
Con la sua nazionale, nel 2012, ha preso parte alla Coppa d'Africa.

## Palmarès

### Club

#### Competizioni nazionali
- Coppa di Lega sudafricana: 1

Mamelodi Sundowns: 2015
- Campionato sudafricano: 1

Mamleodi Sundowns: 2015-2016

#### Competizioni internazionali
- CAF Champions League: 1

Mamelodi Sundowns: 2016